# Pawlohrad

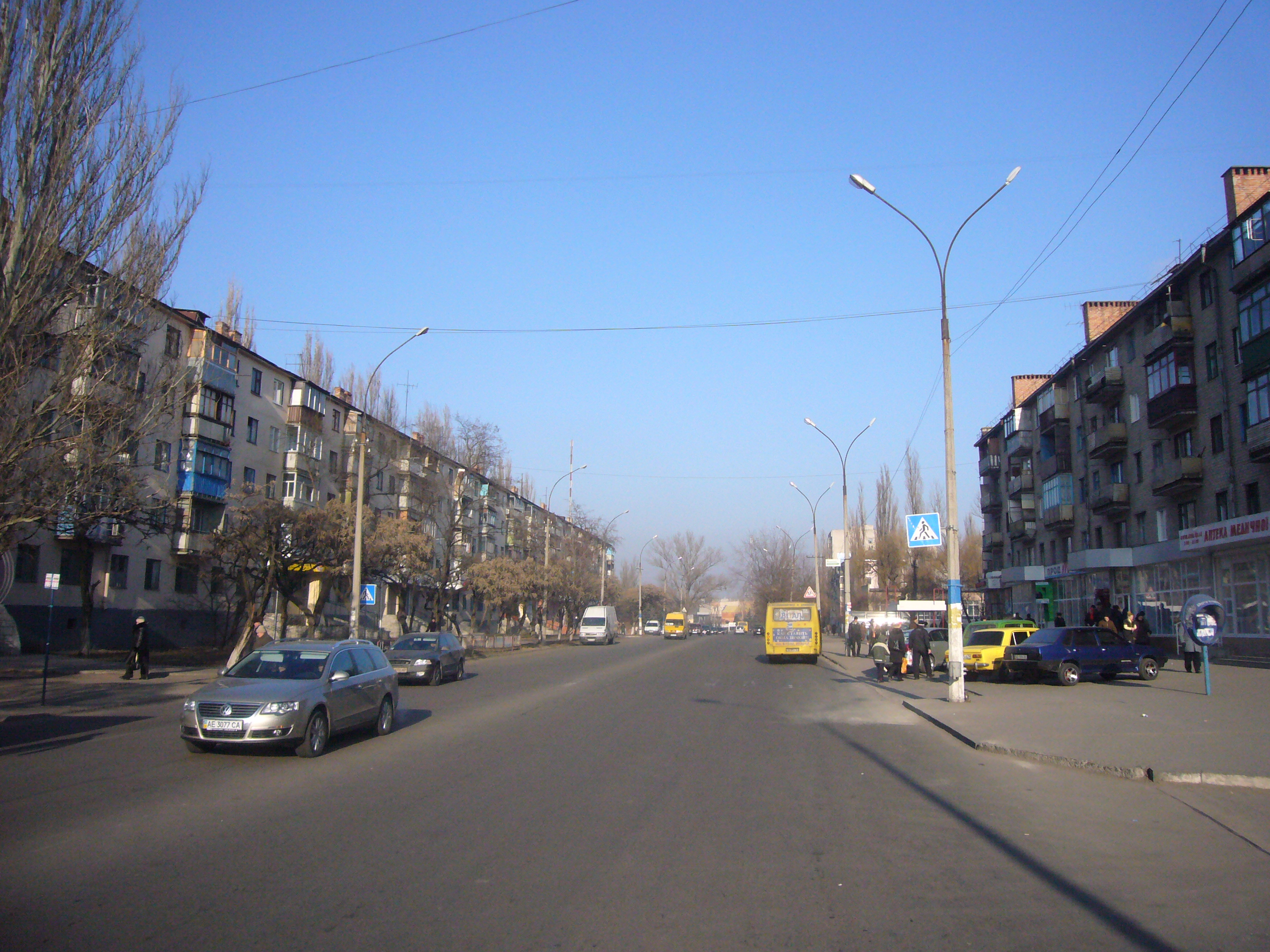
Straße im Ort

Pawlohrad (ukrainisch Павлоград; russisch Павлоград Pawlograd) ist eine Großstadt in der Oblast Dnipropetrowsk im Zentrum der Ukraine. Pawlohrad ist Zentrum des gleichnamigen Rajons und hat etwa 105.000 Einwohner (2019). Die Stadt liegt zwischen den Flüssen Samara und Wowtscha 75 km östlich vom Oblastzentrum Dnipro.

## Geschichte
1779 wurde an Stelle der heutigen Stadt eine kleine Festung gegründet. Die daran entstandene Ortschaft erhielt bereits 1784 die Stadtrechte. Im 19. Jahrhundert war Pawlohrad das administrative Zentrum des gleichnamigen Ujesd im Gouvernement Jekaterinoslaw. Seit Ende des 19. Jahrhunderts war die Stadt ein bedeutendes Zentrum des Getreidehandels.
Im Zweiten Weltkrieg wurde Pawlohrad im Oktober 1941 von der Wehrmacht besetzt. Nach einem Aufstand im Februar 1943 wurde die Stadt befreit, aber nach fünf Tagen zurückerobert und am 18. September 1943 endgültig befreit. Während des Krieges wurde die Stadt zu drei Vierteln zerstört.
Nach dem raschen Wiederaufbau wurde Pawlohrad ein wichtiges Industriezentrum (Maschinenbau). Allerdings schlossen in den 2000er und 2010er Jahren mehrere Fabriken. Dies bewirkte – unter anderem – einen anhaltenden Bevölkerungsrückgang.

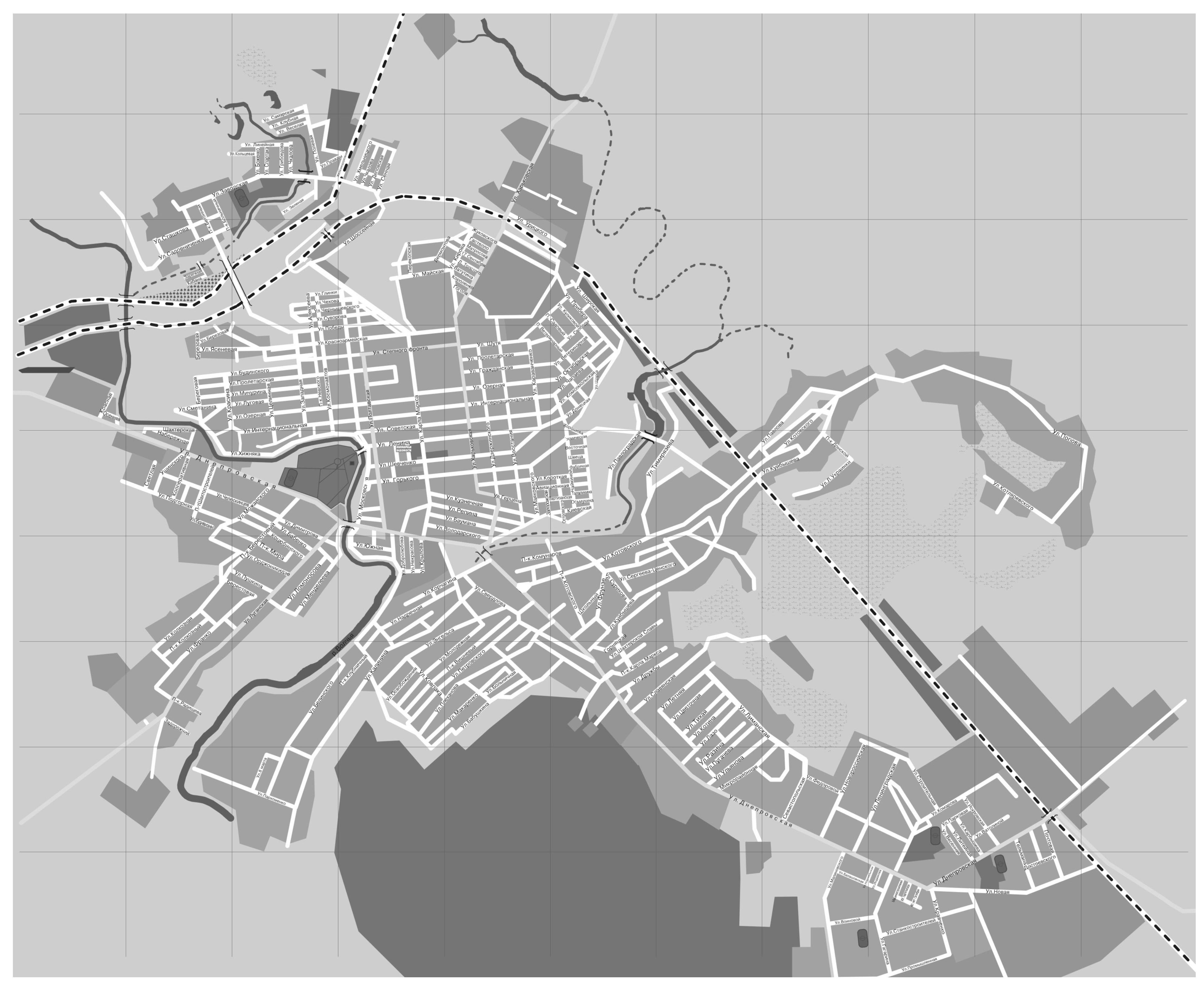
Stadtplan

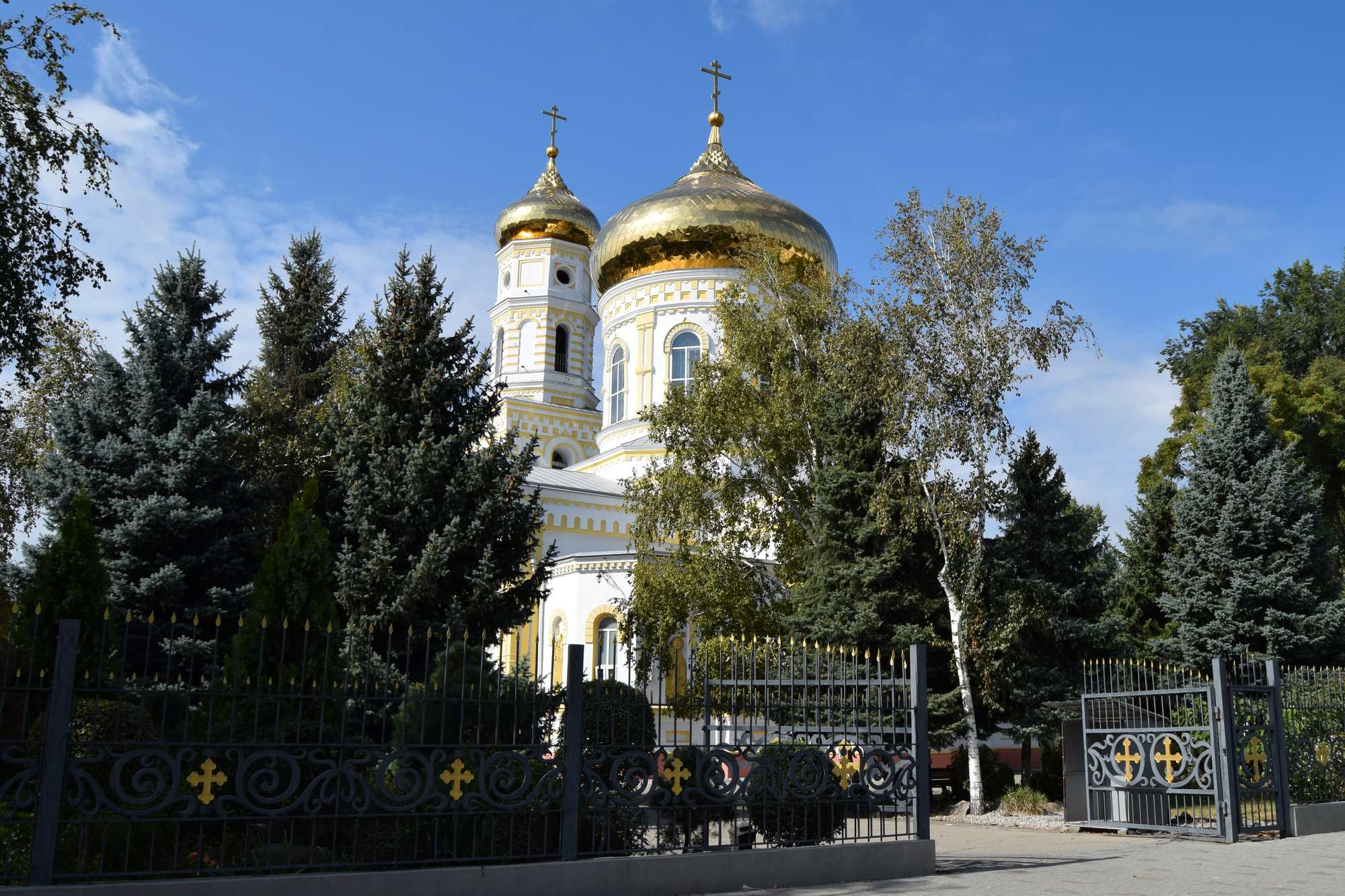
Kathedrale in Pawlohrad

## Bevölkerung
| 1979    | 1989    | 2001    | 2005    | 2012    | 2019    |
| ------- | ------- | ------- | ------- | ------- | ------- |
| 107.267 | 131.414 | 118.816 | 113.748 | 108.623 | 105.238 |

Quelle:

## Wirtschaft
Der bei weitem wichtigste Wirtschaftszweig ist der Bergbau. Östlich von Pawlograd erstreckt sich in Nordwest-Südost-Richtung ein Steinkohlerevier, in dem das zur DTEK-Gruppe gehörende Unternehmen DTEK Pavlogradugol (Pawlohradkohle) sechs Bergwerke betreibt (Stand 2021): Stepnaja, Jubileinaja, Pawlogradskaja, Ternowskaja, Samarskaja und Dneprowskaja. 2020 wurden 16 Millionen Tonnen Steinkohle gefördert. Die in Pawlograd gewonnene Kohle wird vor allem als Kraftwerkskohle und als Kokskohle für Eisenhütten eingesetzt.
Außerdem gibt es in Pawlograd Betriebe vor allem des Maschinenbaus und der Chemieindustrie.

## Persönlichkeiten
- Jakow Tschernichow (1889–1951), Architekt und Designer des sowjetischen Konstruktivismus
- Kirill Sinelnikow (1901–1966), Kernphysiker
- Daniel Schitomirski (1906–1992), russischer Musikwissenschaftler und Musikkritiker
- Josef Kotin (1908–1979), Chefkonstrukteur sowjetischer Militär- und Zivilfahrzeuge
- Ljubow Smolka (* 1952),  Mittelstreckenläuferin
- Maksim Ramaschtschanka (* 1976), belarussischer Fußballspieler
- Oleksij Antonow (* 1986), Fußballspieler
- Hanna Titimez (* 1989), Hürdenläuferin und Sprinterin
- Maruv (* 1992), Sängerin
- Oleh Prychodko (* 1997), Tennisspieler

## Städtepartnerschaften
- Lubsko, Polen
- Donostia-San Sebastián, Spanien